# (466710) 2014 WJ459
(466710) 2014 WJ459 es un asteroide perteneciente al cinturón de asteroides, descubierto el 1 de enero de 2008 por el equipo Spacewatch desde el Observatorio Nacional de Kitt Peak (Arizona, Estados Unidos).